# Basilio II di Russia
Vasilij II Vasil'evič (detto il Cieco, in russo Василий II Васильевич Тёмный?, Vasilij II Vasil'evič Tëmnyj /va'si:lij va'silʲjiviʧ 'tʲɔmnɨj/); Mosca, 10 marzo 1415 – Mosca, 27 marzo 1462) è stato Gran Principe di Mosca tra alterne fasi, dal 1425 fino alla sua morte. Il suo regno fu caratterizzato da una fase di torbidi, che contrappose Basilio a suo zio Jurij Dmitrievič (principe di Galič), pretendente al trono di Mosca.

## Biografia

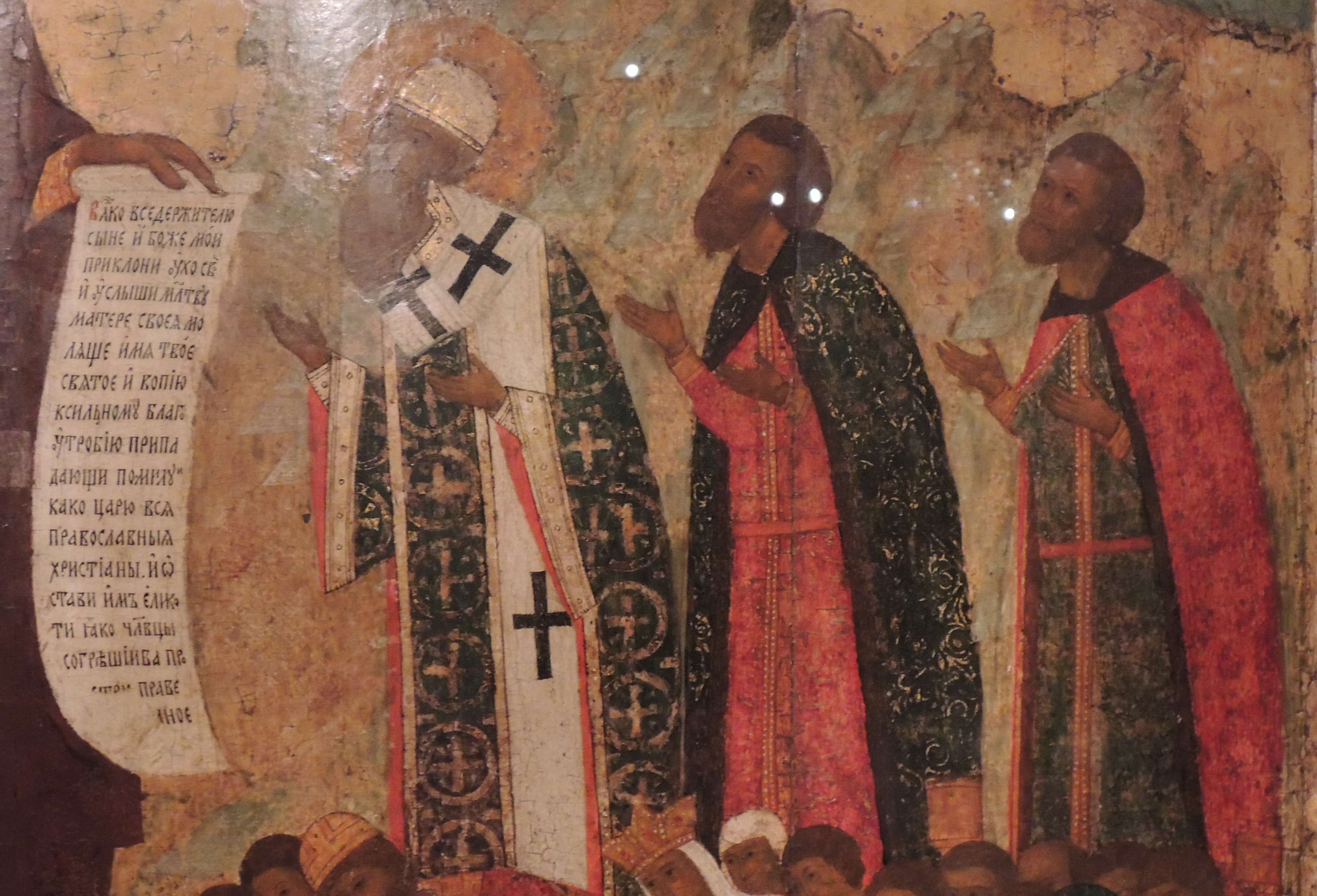
Icona della Vergine Bogolubskaja con il metropolita Giona da sinistra, Basilio al centro e il figlio Ivan a destra che le rendono omaggio (XVI secolo)

Malgrado il regno di Basilio II fosse travagliato dalla guerra civile, il potere del Granducato di Mosca continuò ad accrescersi sotto di lui. Basilio II fu per lungo tempo in guerra contro una coalizione di principi, guidata da suo zio Jurij Dmitr'evič e dai due cugini Basilio Kosoj e Dmitrij Dmitrievič, per il controllo del Principato.
Per Basilio II la situazione era complicata dal contemporaneo confronto con il Khanato di Kazan' ed il Granducato di Lituania. Per due volte Basilio II perse il controllo del trono ed in una di queste venne anche accecato ed imprigionato dal cugino Dmitrij a Radonež (secondo una consuetudine tipicamente bizantina). Nel 1450, comunque, Basilio II riportò una vittoria definitiva che mise fine al principio della successione collaterale.
In seguito alla guerra civile, tutte le signorie con lo status di "appannaggi" all'interno del Granducato di Mosca vennero soppresse, rafforzando così l'autorità del Principe. Le campagne militari di Basilio negli anni che vanno dal 1441 al 1460 comportarono l'annessione dei principati di Suzdal', Nižnij Novgorod, Novgorod, Pskov e Vjatka.
Un evento di importanza storica legato al regno di Basilio II è il rifiuto delle decisioni del Concilio di Firenze, in cui il Patriarca di Costantinopoli decise di riconoscere la supremazia del Papa.  Con un decreto del 1448 Basilio elevava il vescovo Giona di Mosca a metropolita di Russia, con una implicita dichiarazione di indipendenza della Chiesa ortodossa russa nei confronti del Patriarca di Costantinopoli. Tale decisione determinò un ulteriore rafforzamento della Moscovia sulla scena internazionale.
Il regno di Basilio II conobbe inoltre il collasso dell'Orda d'Oro, che si divise in tre piccoli khanati. Anche se questo non significò ancora la fine definitiva del controllo mongolo sulla Russia, tali eventi condussero a un ridimensionamento del condizionamento tataro sul Principato di Mosca.

## Ascendenza
|                          |          |                                  | Genitori                    |  |  | Nonni |  |  | Bisnonni                  |  |  | Trisnonni               |  |
|                          |          |                                  |                             |  |  |       |  |  | Ivan II Ivanovič il Rosso |  |  | Ivan I Danilovič Kalità |  |
|                          |          |                                  |                             |  |  |       |  |  | Ivan II Ivanovič il Rosso |  |  | Ivan I Danilovič Kalità |  |
|                          |          | Elena Aleksandrovna              |                             |  |  |       |  |  | Ivan II Ivanovič il Rosso |  |  |                         |  |
| Dmitrij Ivanovič Donskoj |          |                                  |                             |  |  |       |  |  | Ivan II Ivanovič il Rosso |  |  |                         |  |
|                          |          | Aleksandra Ivanovna Vel'jaminova | Ivan Vasil'evič Vel'jaminov |  |  |       |  |  |                           |  |  |                         |  |
|                          |          | Aleksandra Ivanovna Vel'jaminova | Ivan Vasil'evič Vel'jaminov |  |  |       |  |  |                           |  |  |                         |  |
|                          |          | Aleksandra Ivanovna Vel'jaminova | Marija Michailovna          |  |  |       |  |  |                           |  |  |                         |  |
| Vasilij I Dmitrievič     |          | Aleksandra Ivanovna Vel'jaminova |                             |  |  |       |  |  |                           |  |  |                         |  |
|                          |          | Dmitrij Konstantinovič           | Konstantin Vasil'evič       |  |  |       |  |  |                           |  |  |                         |  |
|                          |          | Dmitrij Konstantinovič           | Konstantin Vasil'evič       |  |  |       |  |  |                           |  |  |                         |  |
|                          |          | Dmitrij Konstantinovič           | Elena                       |  |  |       |  |  |                           |  |  |                         |  |
| Evdokija Dmitrievna      |          | Dmitrij Konstantinovič           |                             |  |  |       |  |  |                           |  |  |                         |  |
|                          |          | Vasilisa Konstantinova           | Konstantin Vasil'evič       |  |  |       |  |  |                           |  |  |                         |  |
|                          |          | Vasilisa Konstantinova           | Konstantin Vasil'evič       |  |  |       |  |  |                           |  |  |                         |  |
|                          |          | Vasilisa Konstantinova           | Feotinje Ivanovna           |  |  |       |  |  |                           |  |  |                         |  |
| Vasilij II Vasiljevič    |          | Vasilisa Konstantinova           |                             |  |  |       |  |  |                           |  |  |                         |  |
|                          | Kęstutis | Gediminas                        |                             |  |  |       |  |  |                           |  |  |                         |  |
|                          | Kęstutis | Gediminas                        |                             |  |  |       |  |  |                           |  |  |                         |  |
|                          | Kęstutis | Jewna                            |                             |  |  |       |  |  |                           |  |  |                         |  |
| Vitoldo il Grande        | Kęstutis |                                  |                             |  |  |       |  |  |                           |  |  |                         |  |
|                          |          | Birutė                           | …                           |  |  |       |  |  |                           |  |  |                         |  |
|                          |          | Birutė                           | …                           |  |  |       |  |  |                           |  |  |                         |  |
|                          |          | Birutė                           | …                           |  |  |       |  |  |                           |  |  |                         |  |
| Sofia                    |          | Birutė                           |                             |  |  |       |  |  |                           |  |  |                         |  |
|                          |          | Sudimantas di Eišiškės           | …                           |  |  |       |  |  |                           |  |  |                         |  |
|                          |          | Sudimantas di Eišiškės           | …                           |  |  |       |  |  |                           |  |  |                         |  |
|                          |          | Sudimantas di Eišiškės           | …                           |  |  |       |  |  |                           |  |  |                         |  |
| Anna di Lituania         |          | Sudimantas di Eišiškės           |                             |  |  |       |  |  |                           |  |  |                         |  |
|                          |          | …                                | …                           |  |  |       |  |  |                           |  |  |                         |  |
|                          |          | …                                | …                           |  |  |       |  |  |                           |  |  |                         |  |
|                          |          | …                                | …                           |  |  |       |  |  |                           |  |  |                         |  |
|                          |          | …                                |                             |  |  |       |  |  |                           |  |  |                         |  |